# مواصلات القاهرة

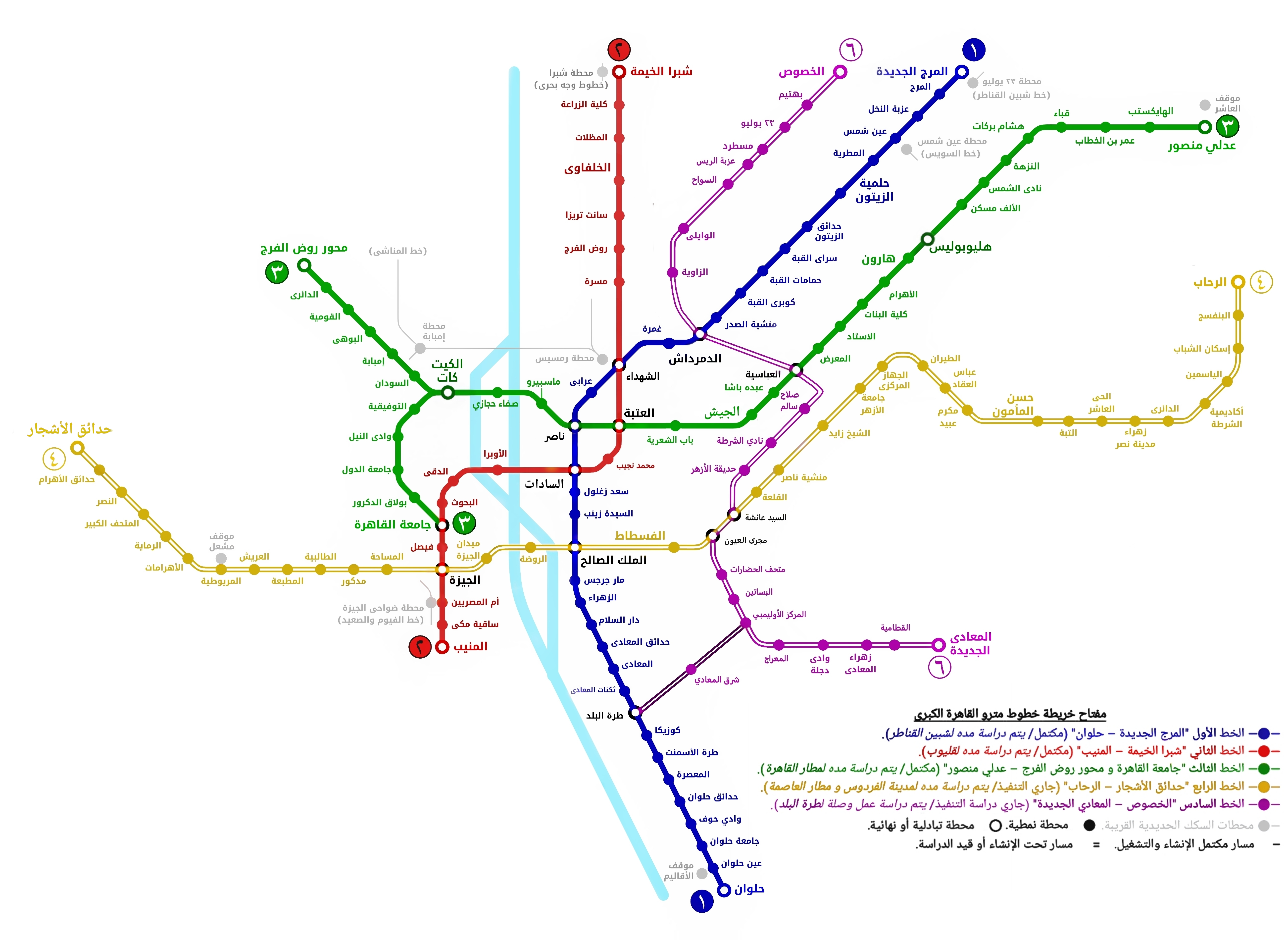
خريطة شبكة مترو الأنفاق بالقاهرة متضمنة الخطوط العاملة والمستقبلية

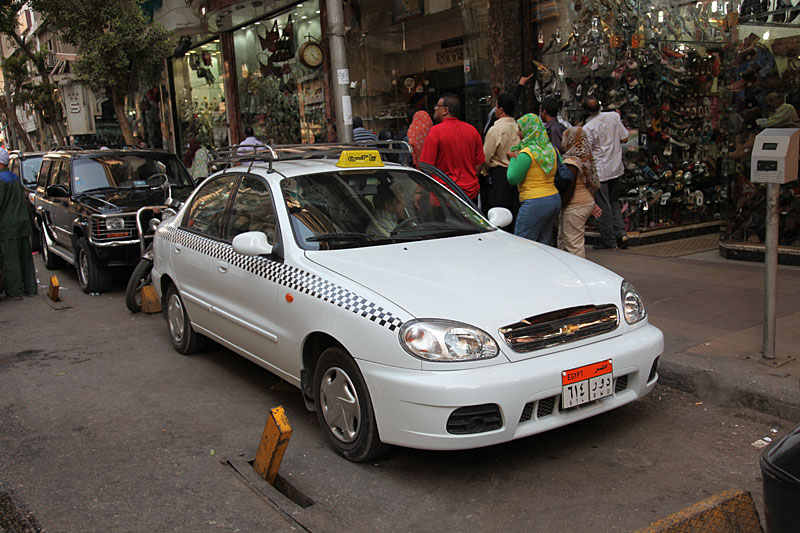
سيارة أجرة (تاكسي) يعمل بالعداد.

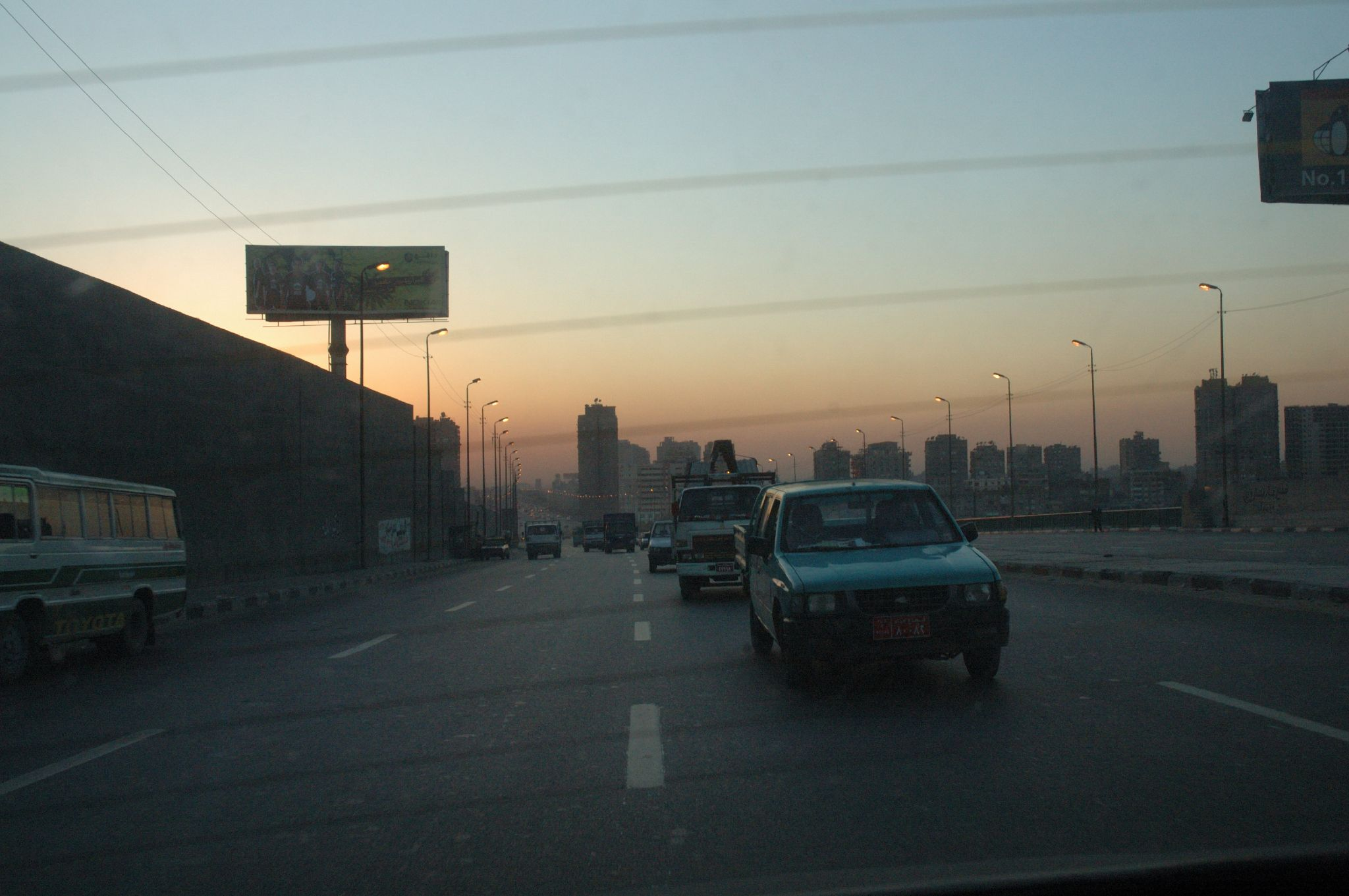
طريق رئيسية تصل القاهرة بالجيزة

المواصلات في القاهرة تشمل شبكةَ الطرق الهائلة، ونظام السكة الحديد، فالقاهرة هي أهم محطات القطار في مصر وأكبرها وبها تحويلات الخطوط لباقي الاتجاهات كونها في منتصف الطريق المؤدي لكافة محطات مصر
الأخرى، ففي القاهرة تنقسم خطوط القطار لتتجه إما للوجه القبلي إلى أسوان أو إلى الإسكندرية في أقصى الشمال أو إلى مدن قناة السويس وسيناء بشرق مصر، ودلتا النيل وهناك أيضا اتجاهات مؤدية إلى الصحراء الغربية وواحة سيوة.
هناك شبكة طرق شاملة تَرْبطُ بين القاهرة والمُدنِ والقُرى المصريةِ الأخرى. وهناك طريق دائري جديد يُحيطُ أطرافَ المدينة، بالمخارجِ التي تَصِلُ تقريباً إلى كُلّ مناطق القاهرة. وهناك أيضا عدد كبير جدا من الكباري والجسور وأشهرها كوبري 6 أكتوبر أطول كباري مصر والذي يربط ما بين شرق المدينة وغربها.

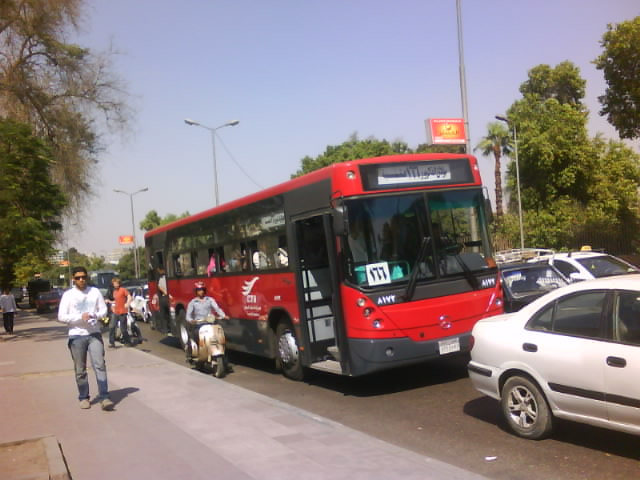

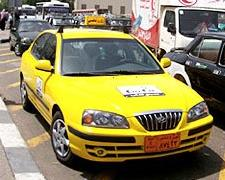
تاكسي العاصمة الأصفر في القاهرة يُطلب بالهاتف

كما يوجد بالقاهرة أكبر نظام لقطار الأنفاق بأفريقيا والشرق الأوسط وهو الوحيد بمصر، فهناك خطان قائمان وهناك إتجاه لمد خطان آخران، وهناك أيضا خطوط للترام ولكنها قديمة ولا تقارن بمترو الأنفاق في الكفاءة أو السرعة كما يوجد بالقاهرة خطوط نقل نهري ولكنها للبضائع فقط وهي أيضا غير منتشرة كالخطوط البرية، ولذلك فالقاهرة تقريباً هي مركز شبكةِ خطوط النقلِ المصريةِ.
نظام قطار الأنفاق، والمسمى محليا بالمترو هو المفضل لسكان وزوار المدينة لكفائته العالية وسرعتة مقارنة بازدحام الطرق البرية ولكنه في بعض ساعات اليوم قد يكون مزدحما جدا برغم أن سرعة التقاطر قد تصل إلى دقيقتين بين كل قطار والآخر، كما أنه في بعض الأحيان قد يتعطل في ساعات العمل، والقطار الواحد قد يصل إلى 10 عربات منها عربتان مخصصتان للنساء.

يتنوع في مرور القاهرة وسائل النقل، فهناك شبكة مترو الأنفاق، وحتى عام 2019 كان هناك شبكة ترام، كما يوجد حافلات كبيرة منها المكيفة وغير المكيفة والميكروباص وسيارات الأجرة التي منها ما هو خاضع للدولة في الإشراف علية وأيضا سيارات الأجرة التابعة لشركات خاصة والتي تم اعتمادها في عام 2006 من خلال ثلاث شركات تعمل في القاهرة الكبرى ولها المواقف الخاصة بها ويختلف سائقي هذه السيارات عن غيرهم فبإمكانهم التحدث باللغة الإنجليزية لخدمة السائحين، وتقدر متوسط أجرتها بثلاثة دولارات وذلك بحسب المسافة ولكن لا يوجد عدد كبير منها فهم تقريبا يتجاوزون 130 سيارة في نهاية عام 2006 ولكن في نهاية المشروع سيبلغ العدد 2000 سيارة، ويتواجد النقل النهري ولكنه أقرب أن يكون ترفيهي أكثر منه كوسيلة نقل.

## النقل البري

### خطوط النقل العام بالقاهرة

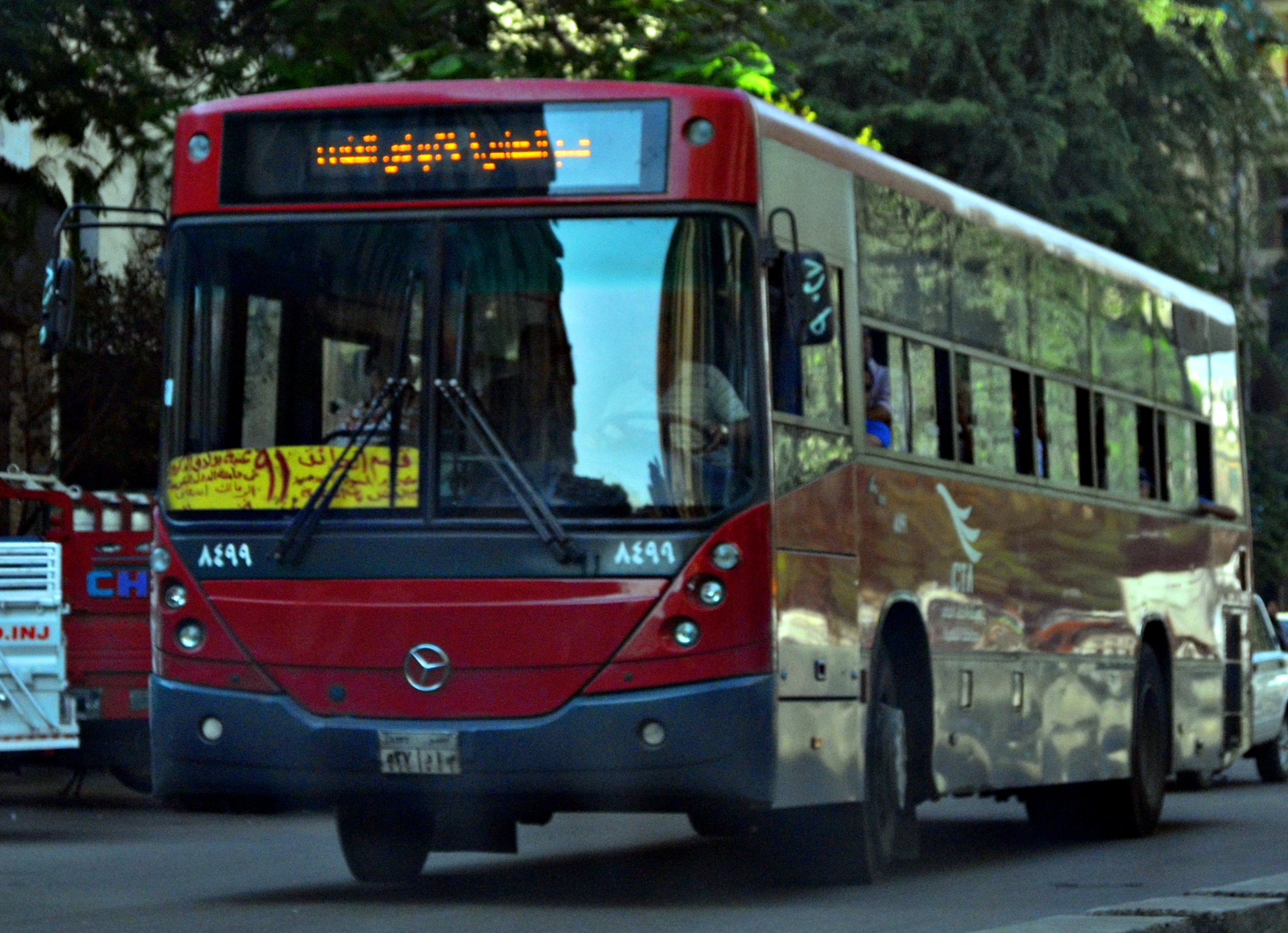
أحد الحافلات العامة بالقاهرة.

تضم خطوط النقل العام بالقاهرة عدة شركات: منها اثنتان تابعتان للحكومة هما هيئة النقل العام بالقاهرة - وهي الأقدم - وشركة أتوبيس القاهرة الكبرى - التي بدأت بأتوبيسات من المعونة الأميركية أطلق عليها الجمهور «أتوبيسات كارتر» نسبة للرئيس الأمريكي الذي تم في عهده تقديم الأتوبيسات - بجانب عدة شركات خاصة، وهو نظام استحدث مؤخراً.
وتُسيِّر تلك الشركات جميعها أتوبيسات وميني باصات مختلفة الأحجام كالتالي:

### خطوط الحافلات الصغيرة
2 (ميني باص) المظلات - شارع شبرا -الإسعاف - التحرير.
3 (ميني باص) روكسي - شبرا - التحرير - أبو الريش.
4 (ميني باص) أبو وافية - دوران شبرا - التحرير - أبو الريش.
يوجد أيضا ضمن النقل البري، خدمات خاصة مثل
خدمات الليموزين: الخدمة عبارة عن سيارات سيدان مرفهة، في العادة تقاد بواسظة سائق ويكون هناك مسافة بين السائق والعميل،
تقدم هذه الخدمة للمسافرين لنقلهم من المطار إلى مقصدهم، وأيضا تقدم للمسافرين في داخل جمهورية مصر العربية لتنقلهم داخليا في المحافظات.

## السكك الحديدية

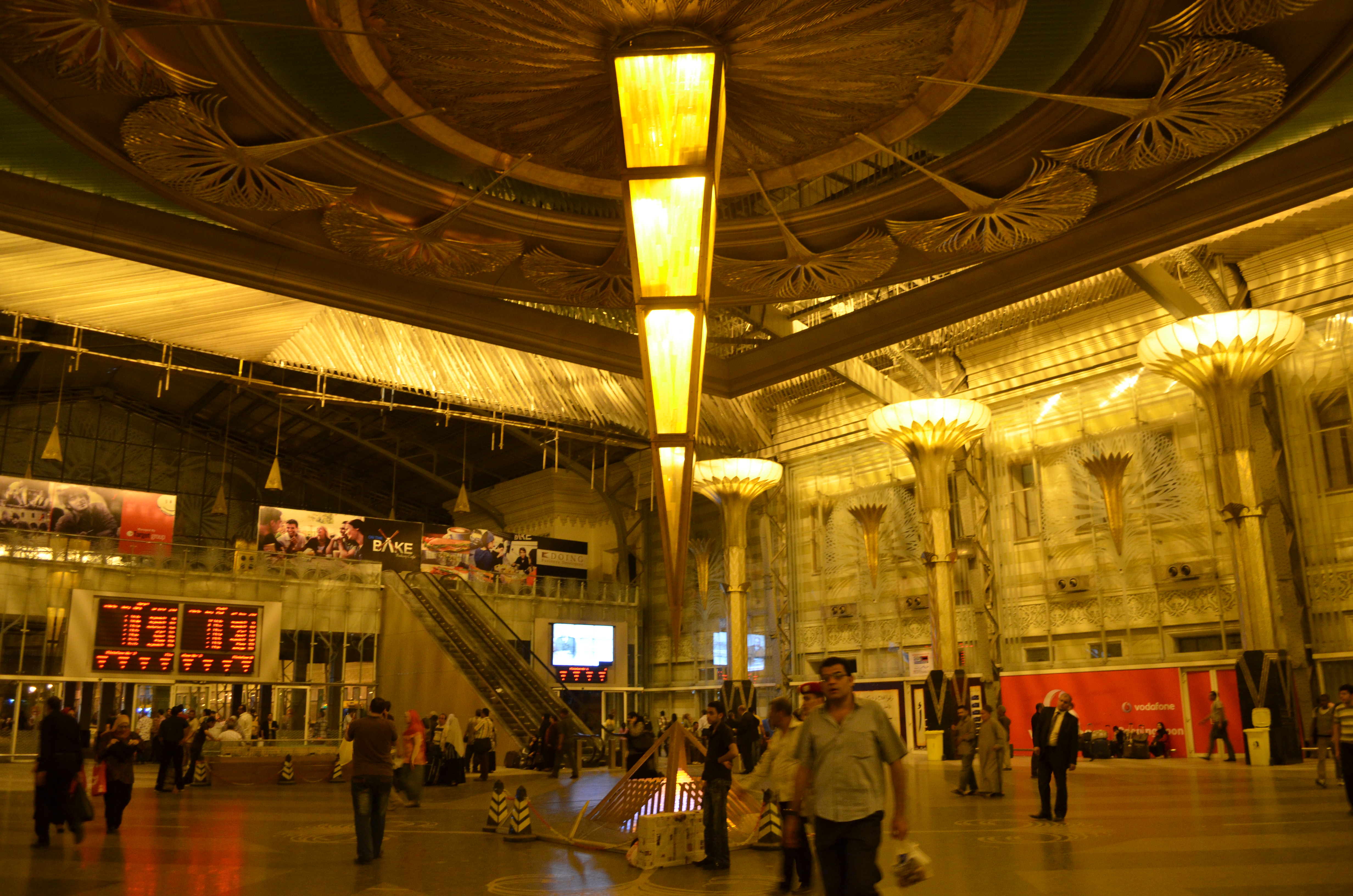
محطة مصر من الداخل

أهم محطات القاهرة الكبرى للقطارات هي محطة مصر.

## النقل الجوي
مطار القاهرة الدولي فهو المطار الأهم والأكبر في مصر ويسمى أيضاً ميناء القاهرة الجوي. يبعد عن وسط مدينة القاهرة نحو 15 كيلو متر وبه ثلاثة مدارج وثلاث صالات للركاب. ستتجاوز الطاقة الاستيعابية له بعد استكمال صالة الوصول الثالثة 16 مليون مسافر سنوياً.

## النقل النهري

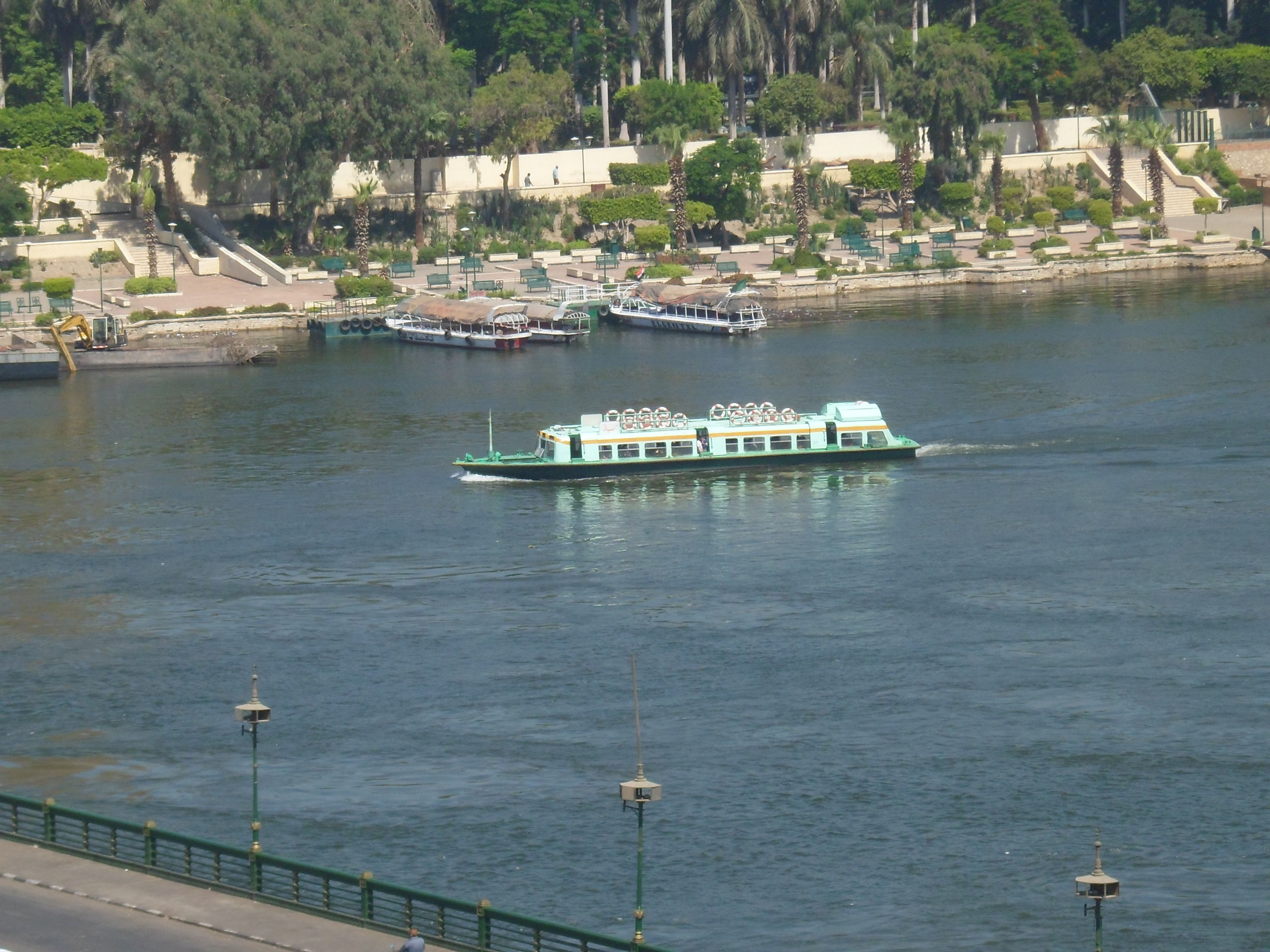
الأتوبيس النهري.

يتوفر في القاهرة الأتوبيس النهري، وهي وسيلة نقل نهرية تبحر في نهر النيل على امتداد ساحل القاهرة، ويتميز أنه لا علاقة له بالأزمات المرورية البريّة.

## مشاكل القيادة

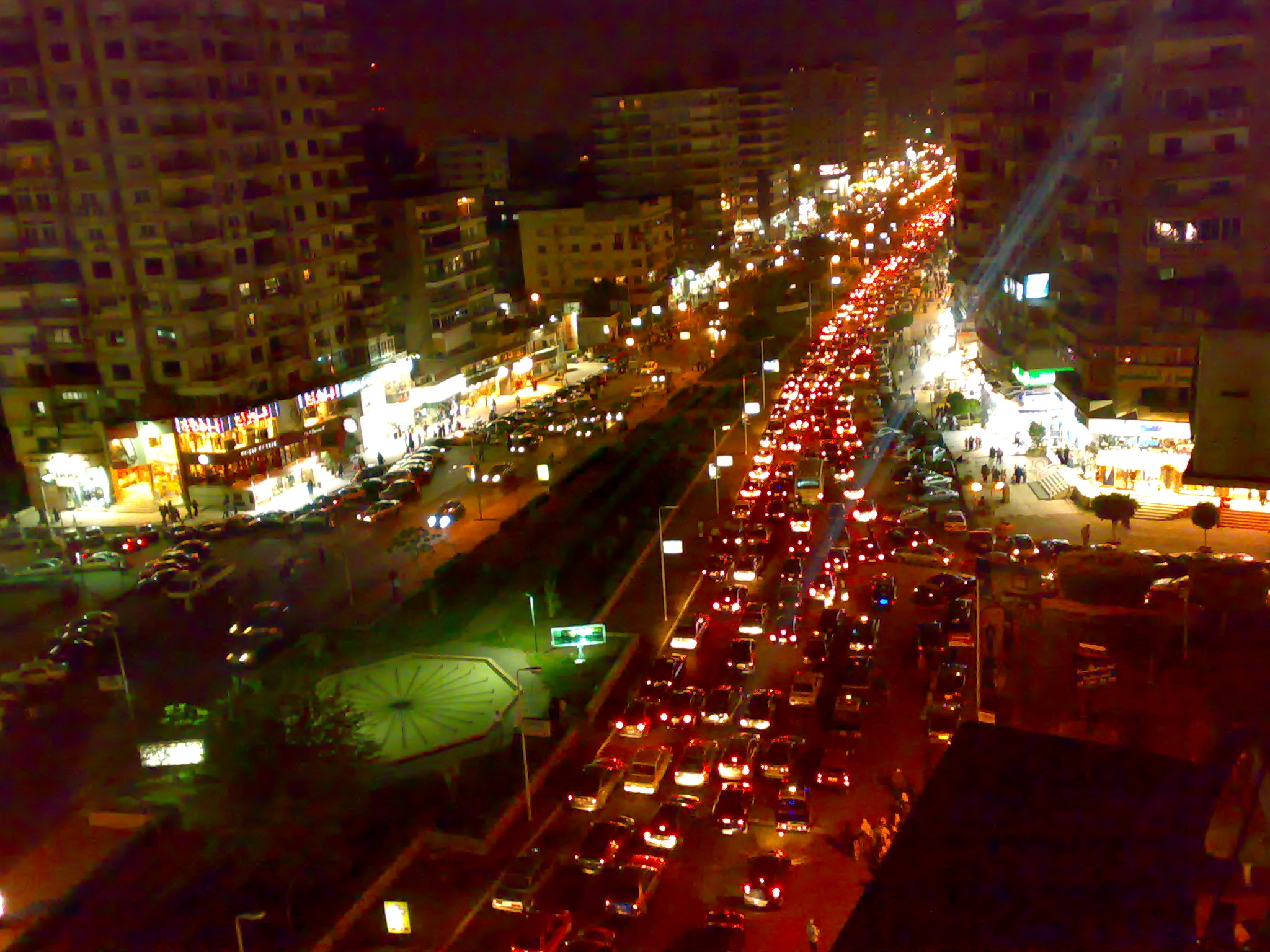
شارع عباس العقاد، مدينة نصر

مرور القاهرة معروفُ بكونه شديد الازدحامَ للدرجة التي قد يعتبره البعض فيها الأسوأ في مصر، وفي ساعات العمل وأوقات الظهيرة قد يَمِيلُ سائقي المواصلات أن يكونوا متعسفين في القيادة ولكن أكثر لطفا في التقاطعاتِ، ونادرا ما يلتزمون بآداب الطريق، فمنهم من يسير مخالفا وهي المخالفة الأكثر شيوعا، وأيضا هناك تجاهل شبه تام بالخطوط الأرضية، وأيضا نجد أن غالبية سيارات النقل متهالكة وغير صالحة، ومن الأسباب الرئيسية لذلك رداءة الطرق في غالبية أنحاء المدينة، كما أن هناك استخداما سافراً لآلات التنبية، ويستخدمها السائقين لأسباب كثيرة منها 1 - إعلانه الاقتراب من تقاطع لتفادي الاصطدام بسيارة قادمة عرضا في بعض الأماكن الخالية من إشارات أو ضابط مرور. 2 - إعلام سائق آخر أنه سيتفاداه. 3 - تفادي الاصطدام بسيارة أخرى. 4 - لفت انتباة الزبائن المحتملين. ويؤدي ذلك بدوره إلى زيادة الضوضاء في المدينة، كما يتجاهل غالبية السائقين استخدام إشارات الاستدار، والمشكلة الأخرى كثرة الدباب ذو الثلاث عجلات أو ما يسمى بالتوكتوك فصغر حجمه وكثرة عدده في الشوارع سبّبا أزمة كبيرة وازدحام من تفادي السيارات والمشي بطريق عكسي والدخول في أماكن المشاة والكثير الكثير .

## معرض الصور

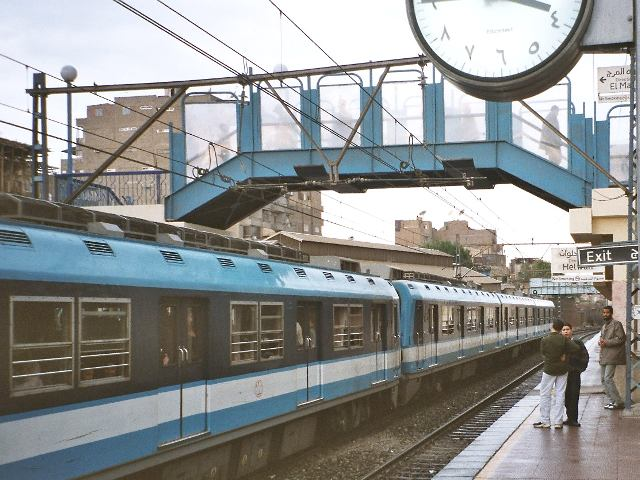
إحدى محطات مترو القاهرة (الخط الأول)
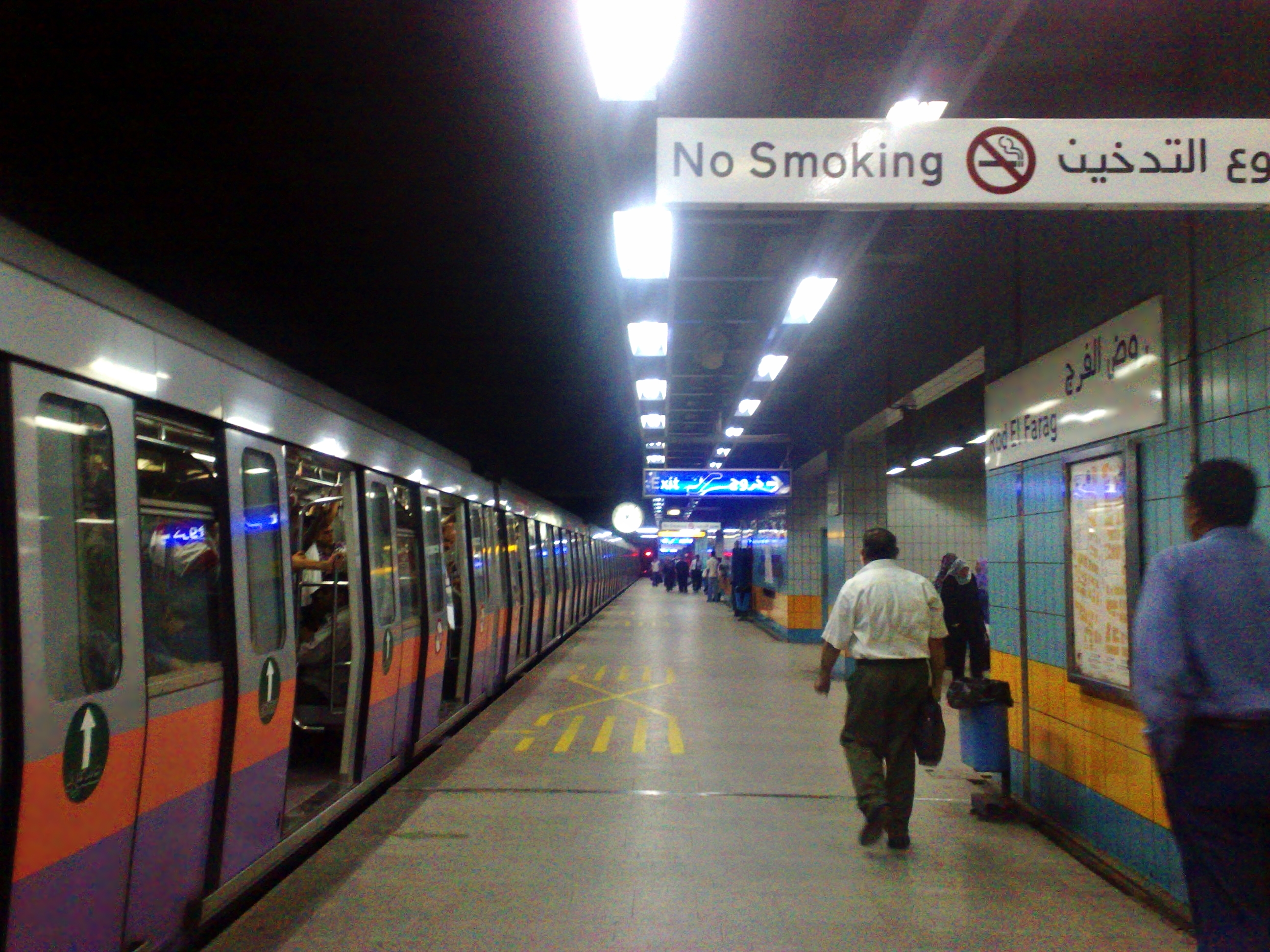
محطة روض الفرج بمترو القاهرة (الخط الثاني)
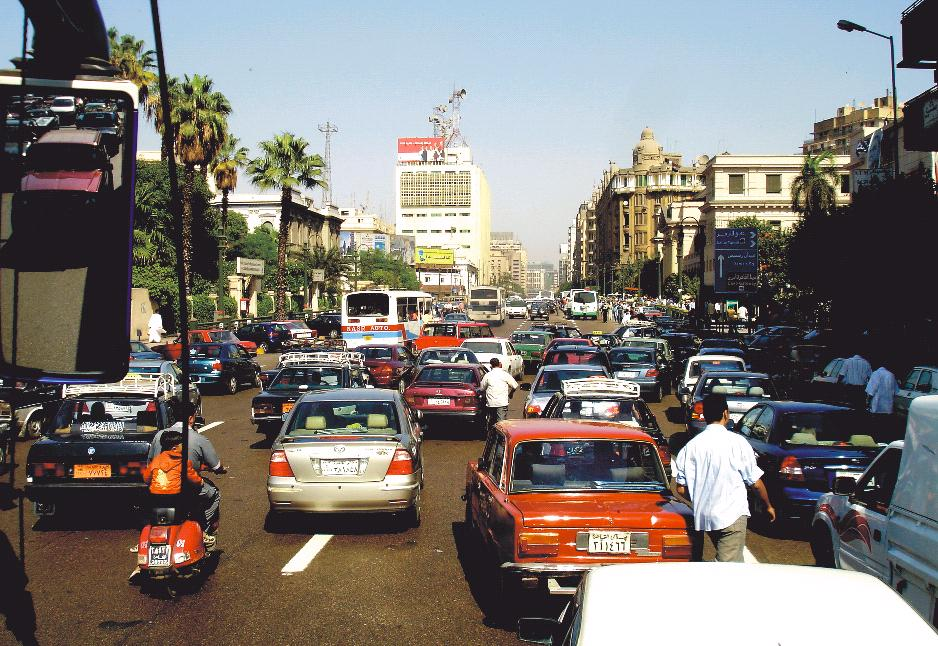
أحد شوارع القاهرة المزدحمة
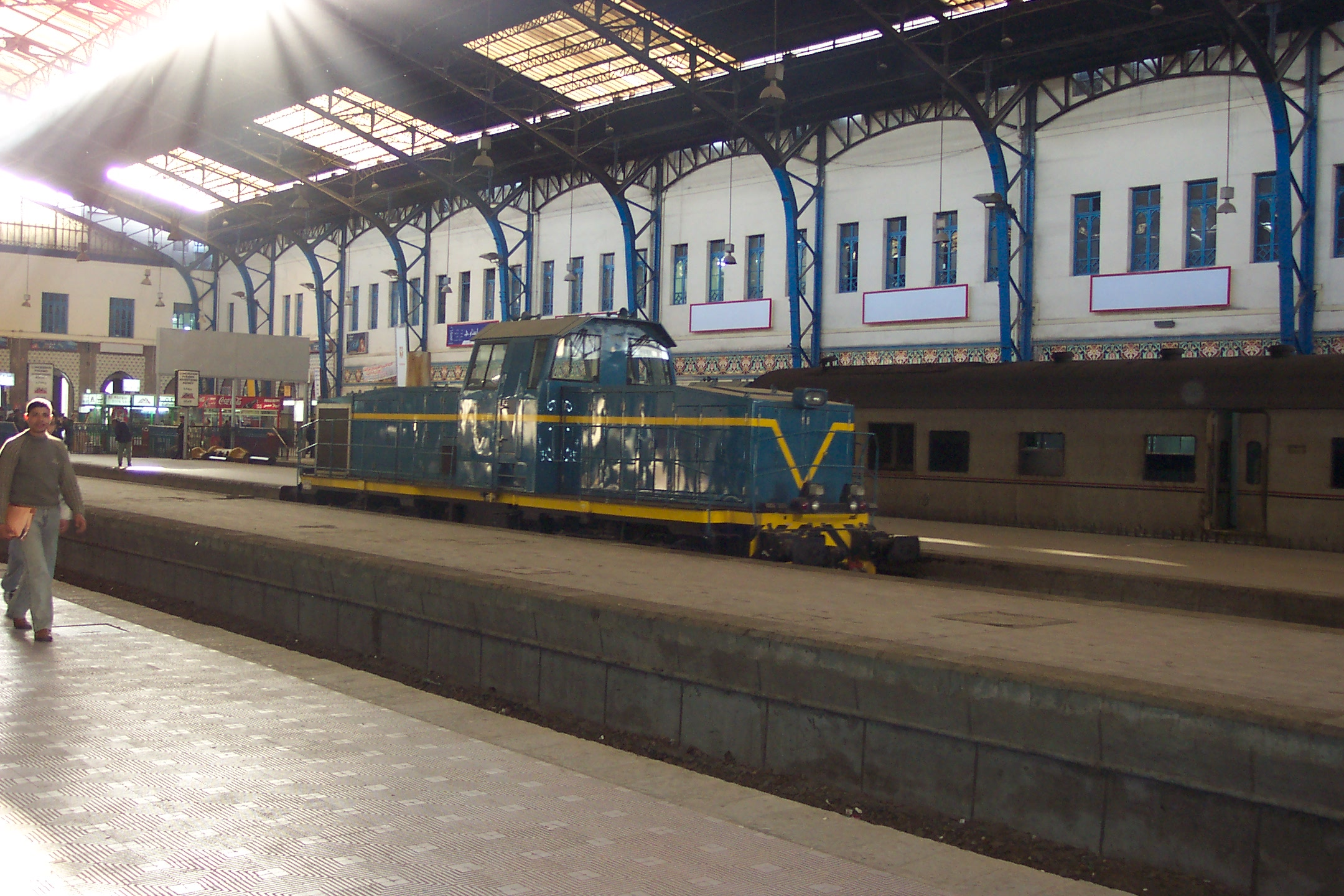
محطة رمسيس (لسكة الحديد).
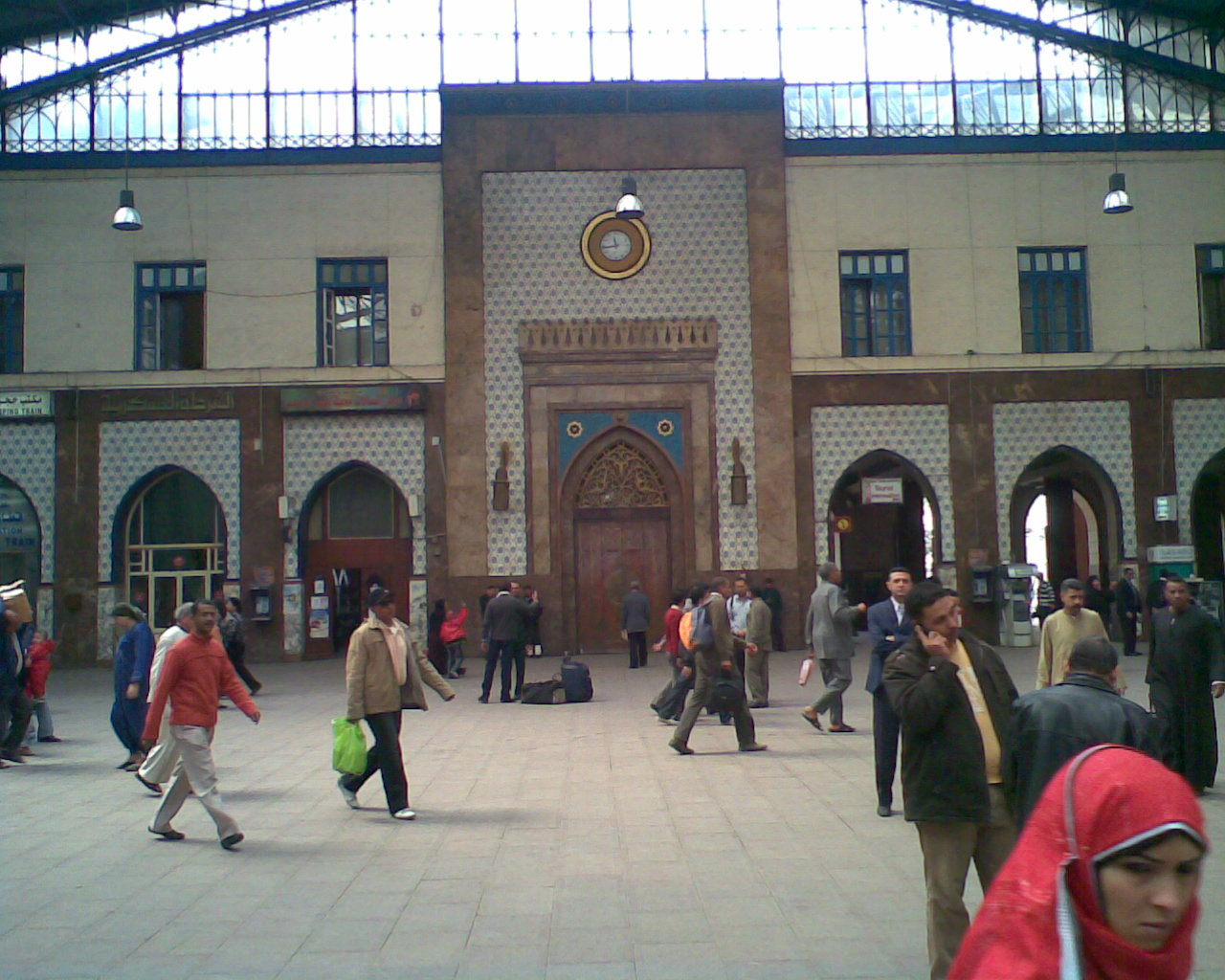
محطة رمسيس قبل التجديد الأخير.
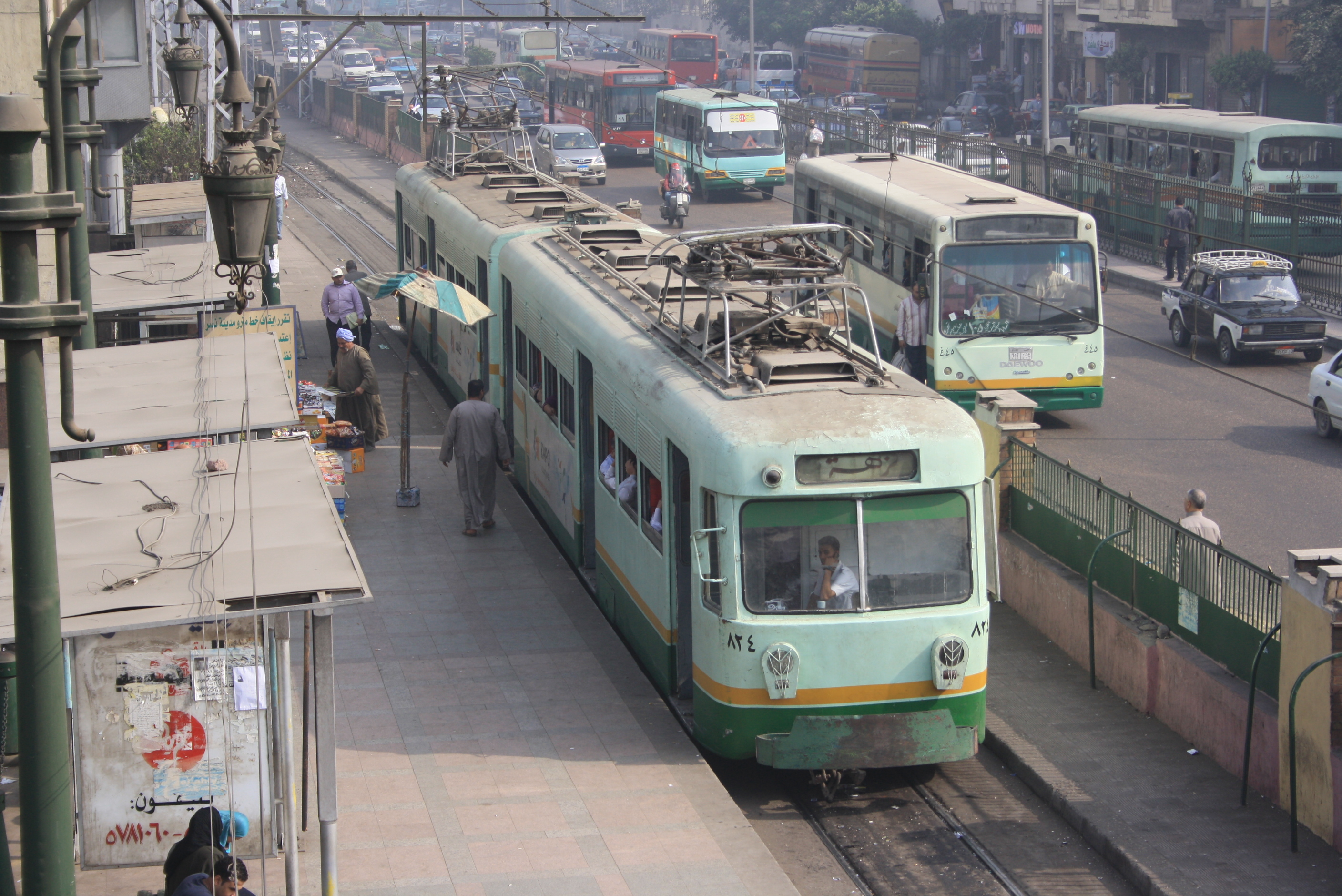
أحد محطة لترام مصر الجديدة وأوتوبيسات هيئة النقل العام.
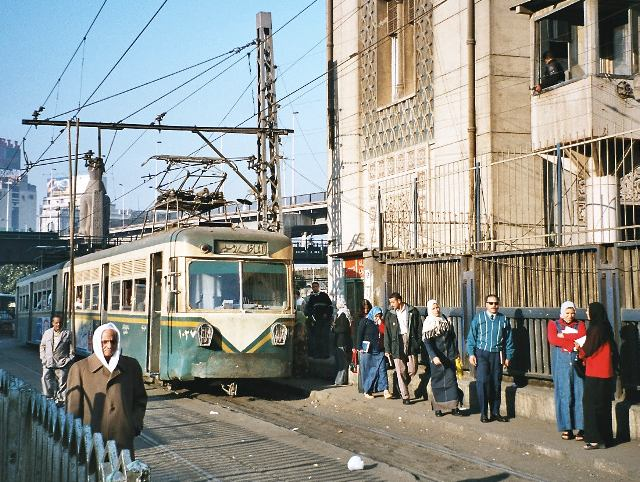
ترام مصر الجديدة العتيق عند بداية الخط بمحطة رمسيس متجهاً إلى ألماظة.
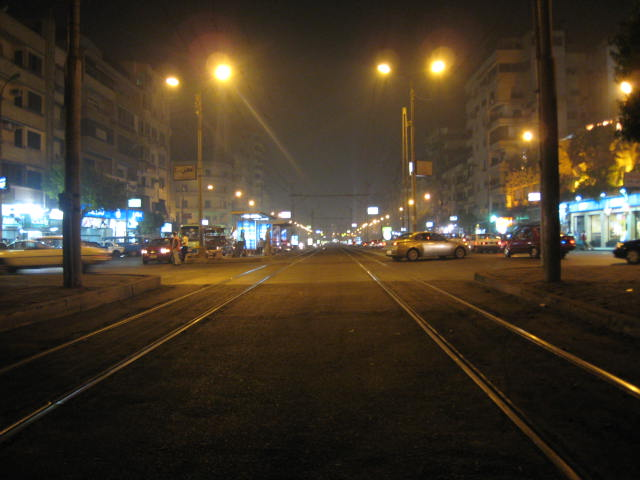
قضبان أحد خطوط ترام مصر الجديدة.
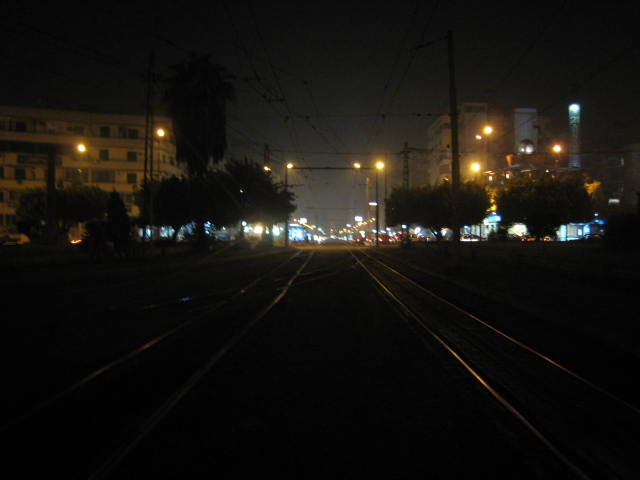
مفرق
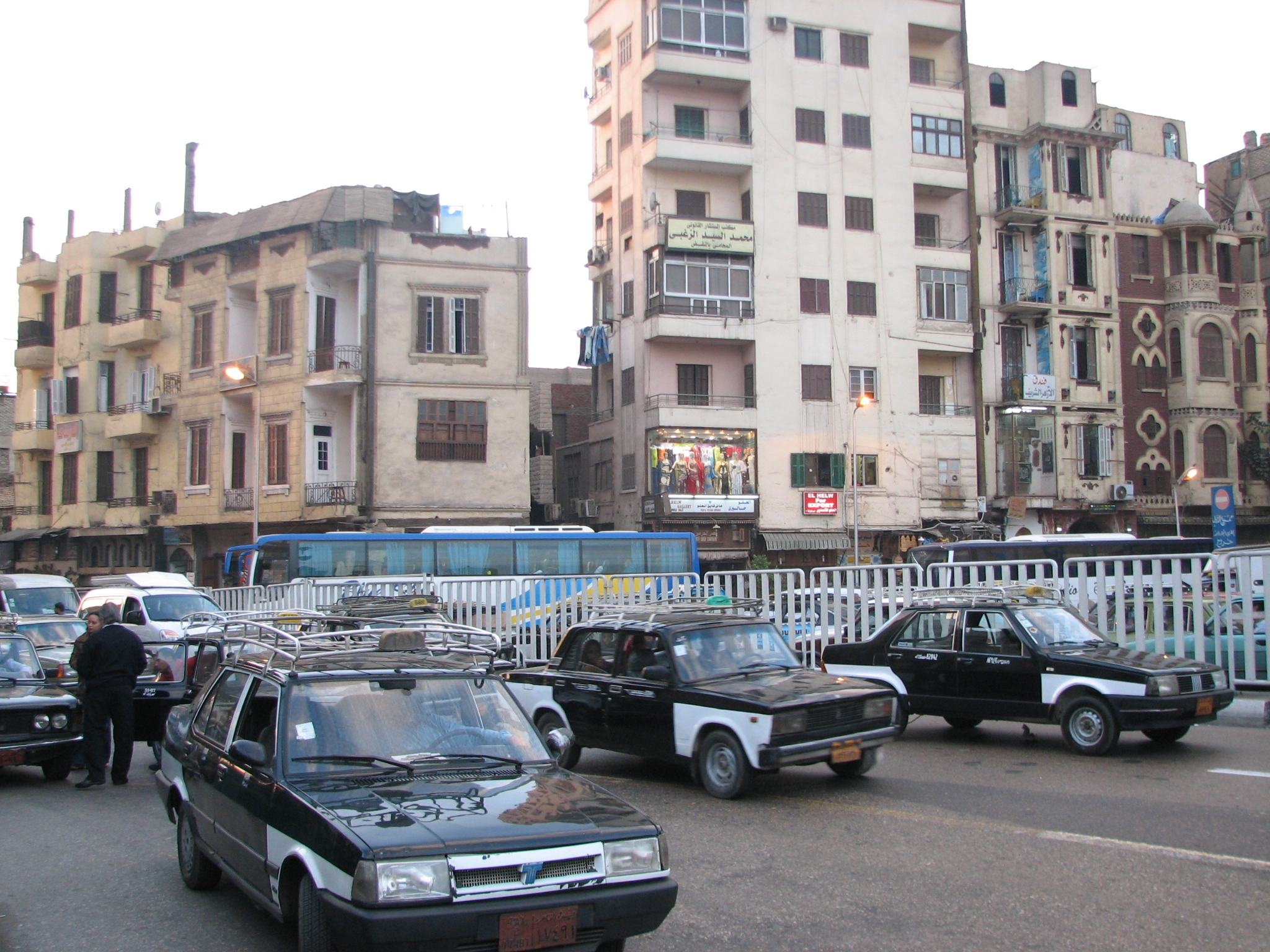
تاكسيات قديمة
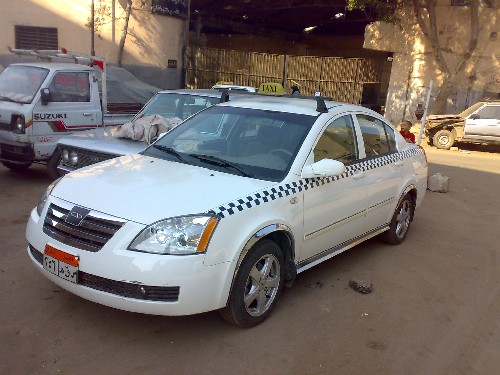
تاكسي جديد
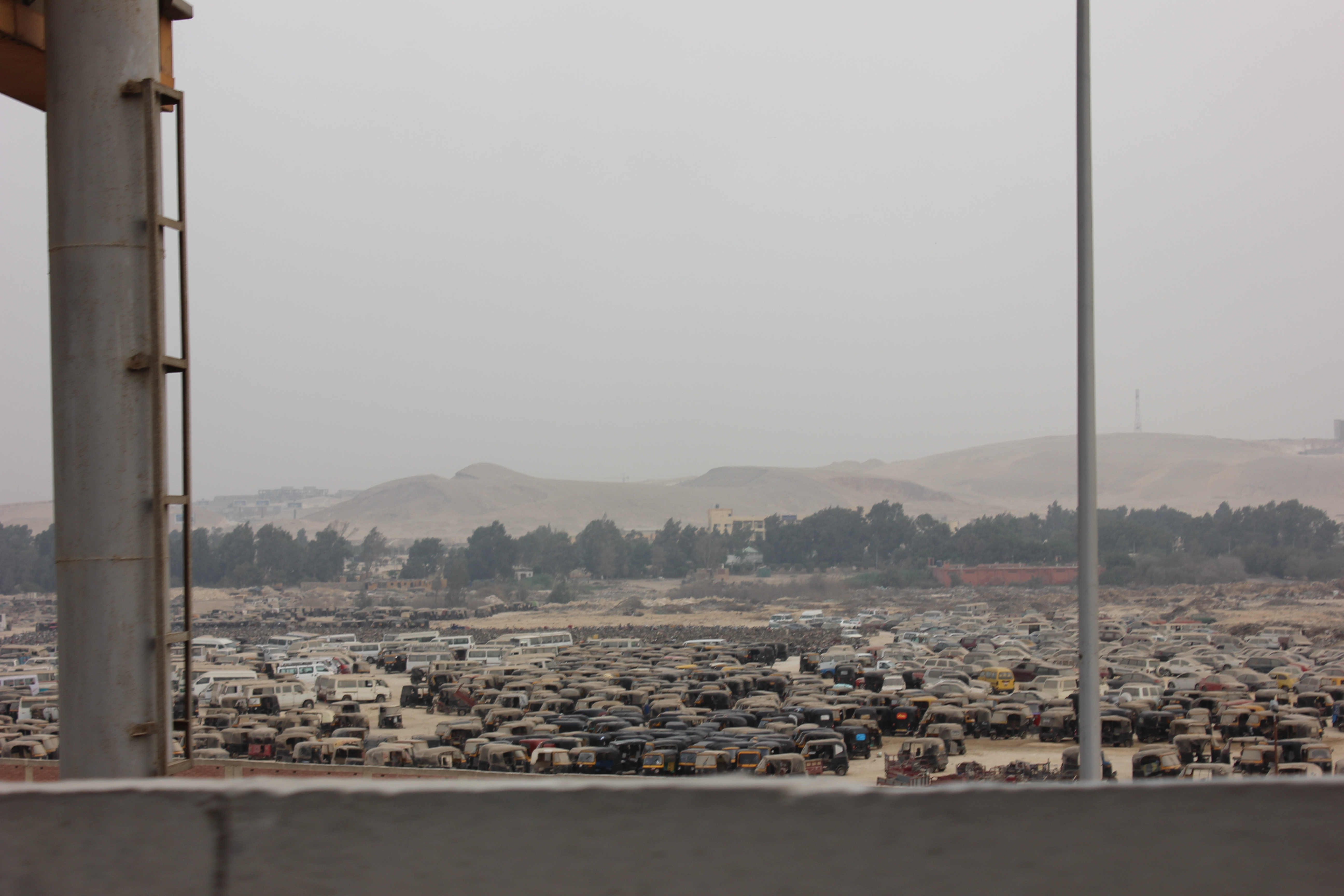
تكاتك (ممنوعة) تصل المناطق العشوائية